# من الذي يحكم (فلم)
من الذي يحكم (بالإسبانية: ¿Quién Manda?)، هُو فيلم كوميدي دومينيكاني صدر سنة 2013، وقد كتب نصه Daniel Aurelio وأخرجه Ronni Castillo. اختير الفيلم ليكون الترشيح الرسمي لدولة جمهورية الدومينيكان للتنافس على نيل جائزة الأوسكار لأفضل فيلم بلغة أجنبية خلال حفل توزيع جوائز الأوسكار السادس والثمانين، لكنه لم يُختر ضمن القائمة النهائية للجائزة.

## طاقم التمثيل
- Frank Perozo في دور أليكس.
- Nashla Bogaert في دور ناتالي.
- Cuquín Victoria في دور الدون فرانك.
- Amauris Pérez في دور إدواردو.
- Claudette Lali في دور كارولينا.
- أكاري إندو في دور ميليسا.
- Sergio Carlo

## وصلات خارجية
- مقالات تستعمل روابط فنية بلا صلة مع ويكي بيانات